# Kloster Arabona
Kloster Arabona (Santa Maria di Arabona) ist eine ehemalige Zisterzienserabtei in den Abruzzen, Italien. Es liegt in der Gemeinde Manoppello auf einer Anhöhe oberhalb des rechten Ufers des Flusses Pescara in der Provinz Pescara, in der Diözese von Chieti.

## Geschichte
Die Gründung erfolgte 1209 durch das Kloster Tre Fontane bei Rom. Das Kloster gehörte damit der Filiation der Primarabtei Clairvaux an. Erster Abt wurde der Mönch Albimano aus Kloster Ferraria. 1259 wurde das dem Zisterzienserorden neu zugeordnete Kloster Santa Maria dello Sterpeto bei Barletta Kloster Arabona unterstellt. Auch in Arabona wurde die Kommende eingerichtet. Später verließen die Zisterzienser das Kloster, das schon 1412 nicht mehr bewohnt gewesen sein soll und 1587 durch Papst Sixtus V. mit der römischen Apostelbasilika vereinigt wurde. Darauf zogen in Arabona Minoriten ein. Heute ist das Kloster von Salesianerpatres bewohnt.

## Anlage und Bauten
Die wohl nach Westen nicht vollendete dreischiffige Klosterkirche aus hellem Römischem Travertin aus Tivoli mit je einer Rosette in der Apsis und im Querhaus gilt als eine der prachtvollsten des Zisterzienserordens in Italien. Vom Langhaus wurde nur das erste Joch vollendet. Sie enthält ein gotisches Tabernakel. Die Rückwand der Apsis schmücken drei Gemälde von Antonio Martini di Atri aus dem Jahr 1377. Die Klausur ist teilweise erhalten. Nach dem Zweiten Weltkrieg, wurden die Kirche, die Foresterei und der Kapitelsaal restauriert.